# Pulley (album)
Pulley è il terzo album della band californiana hardcore punk Pulley.
L'album è stato pubblicato dall'etichetta Epitaph Records nel 1999. È da notare che il disco prende nome dallo stesso gruppo musicale.

## Tracce
1. Working Class Whore – 3:32
2. Soberbeah – 2:15
3. Pie – 3:11
4. Gone – 2:22
5. Over It – 2:53
6. Darkside – 2:19
7. Nothing To Lose – 3:01
8. Second Best – 1:50
9. Just For Me – 1:58
10. Dog's Life – 2:03
11. Sick – 2:20
12. Intro - Outro – 2:01

## Formazione
- Scott Radinsky - voce
- Jim Cherry - chitarra
- Mike Harder - chitarra
- Matt Riddle - basso
- Jordan Burns - batteria